# Testa di Martello
Joseph alias Testa di Martello (in inglese Hammerhead) è un personaggio dei fumetti, creato da Gerry Conway (testi) e John Romita Sr. (disegni), pubblicato dalla Marvel Comics. È apparso la prima volta in The Amazing Spider-Man n. 113 (ottobre 1972).

## Biografia del personaggio
È un supercriminale, con una vera e propria mania per i film ambientati durante il Proibizionismo, che sono per lui fonte d'ispirazione. Viene chiamato Testa di Martello per la particolare forma che la sua testa ha assunto dopo un'operazione in cui gli è stata trapiantata una lastra d'adamantio, che usa per rompere oggetti e come arma di combattimento vera e propria. Ha tentato più volte di conquistare il posto di Kingpin e di distruggere l'Uomo Ragno senza mai riuscirci.
Recentemente si è scoperto essere di nazionalità russa, emigrato in Italia insieme alla famiglia. Il padre, un uomo violento che lo puniva a martellate, avrebbe voluto che il ragazzo fosse fiero delle sue origini sovietiche, ma Joseph era così fissato con l'Italia da far credere a tutti di essere italiano. Il compagno di scuola Rico lo scoprì e pagò ciò con la vita rendendo più facile la strada per lavorare per la famiglia mafiosa dei Manfredi. Lo stesso Don Manfredi lo mandò in America per: "divenire più importante nell'organizzazione" e Joseph cominciò la sua carriere come killer del Maggia. Il tutto si è presto rivelato una trappola, in quanto Manfredi intendeva punirlo per aver mentito sulla sua vera origine. Pestato a sangue, il futuro Testa di Martello venne trovato dal Dr. Jonas Harrow, chirurgo radiato, il quale, sperando di redimersi salvando una vita umana, gli ricostruì completamente il cranio sostituendolo con delle lastre metalliche. L'ultima cosa che Testa di Martello vide, fu il poster di un film gangster anni venti, da allora rimase ossessionato da quell'epoca risvegliandosi dall'operazione con una seria instabilità mentale e con i ricordi del suo passato completamente cancellati. Prese così il nome di Testa di Martello.

## Poteri e abilità
Joseph non possiede poteri sovrumani ma è molto esperto nell'uso delle armi da fuoco ed è un buon combattente corpo a corpo tanto da poter mettere in difficoltà personaggi come Kingpin, Daredevil, Taskmaster, Capitan America e in alcune occasioni anche Spider Man.
La lastra di adamantio impiantatagli nella testa lo rende praticamente invulnerabile in quel punto del corpo e gli permette di sfondare gli ostacoli in maniera simile a Rhino e Fenomeno seppur su scala minore.
Possiede inoltre molte armi da fuoco tutte realizzate in adamantio e porta sempre con sé due tirapugni anch'essi in adamantio con i quali è in grado di ferire personaggi del calibro di Wolverine. In passato ha avuto una piccola esperienza da pugile ed è molto abile nell'uso dei tirapugni.

## Civil War
Durante Civil War, mentre Kingpin è in carcere, Testa di Martello medita di conquistare anche il territorio del rivale per divenire il signore del crimine di New York, ma una telefonata anonima svela alla squadra di Iron Man dove si trova il suo nascondiglio (l'informazione viene fornita da Wilson Fisk); il criminale viene dunque arrestato insieme ai suoi uomini. In prigione Testa di Martello viene colpito da uno sgherro di Kingpin, che gli spara con un proiettile di adamantio, tuttavia sopravvive all'attentato (si scopre in Spider-Man n. 500) grazie all'aiuto della Dottoressa Trauma e di Mr. Negativo. Da allora lavora per Mister Negativo, come visto per esempio in Legami di famiglia di Joe Kelly e Chris Bachalo.

## Altre versioni

### Ultimate
Una versione Ultimate di Testa di Martello appare in Ultimate X-Men, nella breve saga Il primo amore non si scorda mai: il personaggio è molto simile all'originale, anche se manca di quell'ostentata raffinatezza e ricchezza che caratterizzano il Testa di Martello classico.
Qui il gangster lavora per Silvermane, ma si dimostra già una testa calda, incapace di obbedire e avido di potere. Dopo aver cercato di rapire la figlia di un uomo coinvolto in uno dei suoi loschi traffici, Testa di Martello verrà brutalmente ucciso da Gambit, che si è affezionato alla bambina; il cajun, in uno scontro corpo a corpo, disarticola la mandibola a Testa di Martello facendo fluire energia cinetica attraverso la placca di adamantio che si trova nella testa del criminale.
Testa di Martello fa la sua ricomparsa sulle pagine di Ultimate Spider-Man nella saga Guerrieri. Il motivo della sua rinascita non è esplicitamente detto poiché quando un suo avversario gli chiede come abbia fatto a tornare in vita, Testa di Martello risponde semplicemente «Non mi piaceva.» viene quindi dedotto che Joseph sia un mutante e che per questo è sopravvissuto allo scontro con Gambit.
Testa di Martello torna a New York e comincia la sua battaglia personale per diventare il signore del crimine organizzato della città (aspetto che lo rende più simile alla versione originale). Dopo aver assassinato Silvermane diventa capo dei Duri (Montana, Fancy Dan e Bue) e inizia la guerra contro Kingpin dando fuoco a un magazzino controllato da quest'ultimo.
Testa di Martello viene quindi in conflitto con diversi personaggi: l'Uomo Ragno, alleatosi con la Gatta Nera; Moon Knight; Pugno d'acciaio che fa da spalla all'amico Shang-Chi, il quale vuole cacciare il criminale da Chinatown; Elektra, sicaria al soldo di Wilson Fisk.
Dopo un primo scontro a Chinatown, tutte queste persone si ritrovano, in un modo o nell'altro, dell'appartamento di Testa di Martello, al quale giunge anche il proprietario con i suoi scagnozzi. La battaglia è violenta, anche perché Elektra e la Gatta Nera si schierano con Testa di Martello (la prima per i soldi, la seconda perché odia di più Kingpin); all'arrivo della polizia Testa di Martello tenta la fuga, ma Elektra, sentendosi tradita, lo pugnala al petto e lo scaglia da una finestra, mandandolo in coma.

### House of M
Nella realtà alternativa di House of M Testa di Martello è uno dei capibanda sconfitti da Luke Cage nella sua ascesa al potere a Sapien Town (il ghetto popolato dagli esseri umani).

### Noir
Testa di Martello (qui chiamato con il nome originale nel doppiaggio italiano) appare nella dimensione "Noir" del videogioco Spider-Man: Shattered Dimensions dove è un gangster al servizio di Goblin intento a riportargli un pezzo della Tavola Dell'Ordine e del Caos. Imbraccia due mitragliatrici giganti con cui uccide a son di piombo i suoi avversari oppure li colpisce con il caricatore.

## Altri media
- Testa di Martello è apparso nella serie animata Spider-Man - L'Uomo Ragno.
- Testa di Martello (Mister H) è riapparso come uno dei due antagonisti secondari nella serie animata The Spectacular Spider-Man, dove è al servizio di Lapide (Big Man), per il quale fa anche da mediatore per le richieste a Norman Osborn di creare supercriminali. Cercherà però poi di tradirlo, per prendere il suo posto di Big Man.
- Il personaggio è apparso anche nella nuova serie animata Spider-Man.
- Il personaggio è il principale antagonista nonché boss finale, del DLC "La Città che non Dorme Mai" del videogioco Marvel's Spider-Man.